# Doix lès Fontaines
Doix lès Fontaines is een gemeente in het Franse departement Vendée (regio Pays de la Loire). De plaats maakt deel uit van het arrondissement Fontenay-le-Comte. Doix lès Fontaines is op 1 januari 2016 ontstaan door de fusie van de gemeenten Doix en Fontaines.